# Florian Janistyn
Florian Janistyn (* 22. April 1988 in Wien) ist ein österreichischer Schwimmer, der sich auf die langen Freistilstrecken spezialisiert hat. Er ist zweifacher österreichischer Rekordhalter über 800 und 1500 m Freistil und derzeit Mitglied der SG Wiener Neustadt unter seinem persönlichen Trainer Erich Neulinger.
Janistyn trat bei den Olympischen Sommerspielen 2008 in Peking erstmals für das österreichische Team an und schwamm sowohl die Langstreckenfreistil- als auch die Freistilstaffelwettbewerbe. Er schwamm im zweiten Teil der 4 × 200-m-Freistilstaffel der Männer und erzielte eine Zeit von 1:50,48. Janistyn und seine Teamkollegen Dominik Koll, Markus Rogan und David Brandl beendeten den zweiten Durchgang als Fünfte und Neunte mit einer Gesamtzeit von 7:11,45 min. Drei Tage später gewann Janistyn den ersten Durchgang seines einzigen Einzelbewerbes, die 1500 m Freistil, mit sechzehn Sekunden Vorsprung auf den Bulgaren Petar Stojtschew in neuer österreichischer Rekordzeit von 15:12,46 min. Janistyn verpasste jedoch den Einzug ins Finale, da er in den Vorläufen den 21. Platz von 37 Schwimmern belegte.
Vier Jahre nach seiner ersten Olympiateilnahme qualifizierte sich Janistyn bei den Olympischen Sommerspielen 2012 in London nur für die 4 × 200-m-Freistilstaffel der Männer. Als Letzter der Staffel schwamm Janistyn eine Zwischenzeit von 1:51,37 min, und das österreichische Team (bestehend aus Rogan, Brandl und Christian Scherübl) belegte mit einer Gesamtzeit von 7:17,94 min den achten und sechzehnten Platz.